# Ghiacciaio McGregor
Il Ghiacciaio McGregor (in lingua inglese: McGregor Glacier) è un ghiacciaio tributario antartico, lungo 26 km e largo 6 km, che si origina dalle pendici sudoccidentali delle Prince Olav Mountains, fluendo in direzione ovest. Termina il suo percorso andando a confluire nel Ghiacciaio Shackleton, subito a nord delle Cumulus Hills.
Le Prince Olav Mountains sono una catena montuosa che fa parte dei Monti della Regina Maud, in Antartide. 
La denominazione è stata assegnata dal gruppo che avanzava con il percorso sud della New Zealand Geological Survey Antarctic Expedition (1961–62) in onore del geologo Victor Raymond McGregor (1940-2000), membro del gruppo.